# 빌 케이블
빌 케이블(Bill Cable, 1946년 5월 2일 ~ 1998년 3월 7일)은 미국의 모델, 배우, 포르노 배우, 스턴트 배우이다.
게리에서 태어났으며 노스할리우드에서 교통사고로 인해 사망하였다.

## 영화
- 피위의 대모험 (1985)
- Elvira, Mistress of the Dark (1988)
- 원초적 본능 (1992)